# Torrente Locone
Il torrente Locone è un dei principali affluenti dell'Ofanto.
Il torrente ha origine nel comune di Spinazzola in Località Paredano nei pressi della Masseria Epitaffio; delimita il confine amministrativo tra l'agro dei comuni di Spinazzola e Montemilone in sinistra e di Minervino Murge in destra, fino allo sbarramento della diga del Lago Locone. A valle della diga il fiume attraversa Minervino e Canosa di Puglia per sfociare alla destra del fiume Ofanto nei pressi della Masseria Locone.